# جون بوك (فنان)
جون بوك ولد سنة 1965 في شينيفيلد في ألمانيا هو فنان ألماني. درس في هامبورغ بألمانيا ويعيش ويعمل في برلين .

## أعمال
بوك هو فنان متعدد المواهب معروف في المقام الأول بأدائه. منذ عام 1991، قام بإنشاء بيئات مصنوعة يدويًا من مواد تم تجميعها والتي تعمل كإعدادات رمزية لـ "محاضراته". في الآونة الأخيرة، كان هناك زيادة في إنتاج الأفلام وأعمال الفيديو.

## المعارض
شارك في العديد من المعارض الدولية، من بينها معرض بينالي البندقية من 1999 إلى عام 2005 ومعرض دوكومنتا 11 في كاسل في عام 2002. كما أقام معارض فردية في عدد من المؤسسات الدولية بما في ذلك متحف الفن الحديث والمتحف الجديد في نيويورك، ومعهد كونست فيرك للفن المعاصر في برلين، وكونستال في بازل، والانفصال، فيينا، ومعهد الفنون المعاصرة في لندن.
شارك بوك في العديد من المعارض الجماعية بما في ذلك متحف معرض المريخ للفنون الأرضية، مركز باربيكان ، لندن، و"الضحك بلغة أجنبية"، معرض هايوارد في لندن، وكلاهما في عام 2008.

## روابط خارجية
- جون بوك في معرض أنطون كيرن نسخة محفوظة 28 مارس 2017 على موقع واي باك مشين.
- جون بوك في جاليري كلوسترفيلد، برلين
- جون بوك في Berliner Poster Verlag
- جون بوك في مقر سادي كولز
- جون بوك في Fondazione Nicola Trussardi
- محاضرة / عرض أزياء يتشابك مقود السيارة المدهون في الأمتعة مع القميص الأبيض في HKW، Haus der Kulturen der Welt، برلين، ألمانيا فيديو VernissageTV سبتمبر 2009.